# Martell (коньяк)
Martell — один з найстаріших коньячних будинків. Заснований в 1715 році Жаном Мартелем (1694—1753), він належить  до
Martell Mumm Perrier-Jouët — дочірньої компанії французької групи виробників вин і міцних алкогольних напоїв, Pernod Ricard.

## Історія
У 1715 році Жан Мартель, молодий підприємець з острова Джерсі, почав свою власну справу місті Коньяк на березі річки Шаранти, заснувавши один з найперших коньячних будинків. Після його смерті в 1753 році його вдова, а потім двоє синів і онук продовжили традицію чоловіка, батька і діда, налагодивши експорт продукції, завдяки чому Martell став коньяком номер один в Англії в 1814 році.
У 1831 році Martell виготовила свій перший коньяк VSOP (Very Superior Old Pale, 4 роки витримки) і продовжила його просування на міжнародний ринок. Його слава поширювалася по світу після перших експортних поставок в Японію і на інші азійські ринки, наприклад в Індонезію, В'єтнам, Малайзію і Корею.
Cordon Bleu, створений в 1912 році, вважається найвідомішим продуктом компанії.
Коньяк Martell подавали на борту пароплава «Куїн Мері» в 1936 році і навіть на борту літака «Конкорд» в 1977 році.
У 1987 році Seagram придбала французьку компанію-виробник за 1,2 млрд доларів.
З моменту придбання декількох алкогольних напоїв групи компаній Seagram в 2001 році Martell належить Pernod Ricard — французькій групі виробників алкогольних напоїв.
У 2000-ті роки Martell створила нові коньяки: Martell XO в 2005, Martell Création Grand Extra в 2007 — у пляшці, створеної художником по склу Сержем Мансо. У 2009 році Martell випустила свій фірмовий коньяк l'or de Jean Martel. У 2011 році Martell розширила лінійку своїх «надпрестижних» продуктів, додавши в неї винятковий коньяк Martell Chanteloup Perspective — данина поваги майстрам коньячного виробництва і регіону Шантелу.
У 2006 році Martell стає членом Комітету Кольбера — асоціації, яка просуває французьких виробників предметів розкоші на міжнародному рівні.
У 2010 році коньячний дім Martell продовжує своє спонсорство з Версальським палацом, розпочате в 2007 році, підтримавши реставрацію вестибюля королеви. У 2012 році відсвяткували 100-річний ювілей коньяку Martell Cordon Bleu, випущеного Едуардом Мартелем у 1912 році в готелі Hotel de Paris в Монако. Святкування відбулося в тому ж місці.

## Ноу-хау

### Бордери
Терруар Бордері має крю — ґрунт, відведений під виноградники, яка вважається найбільш престижною в усьому регіоні  міста Коньяк, завдяки своїй винятковості і якості о-де-ві — виноградних спиртів, вироблених на ній. Заснувавши свій будинок, Жан Мартель прагнув придбати регіон Бордері. Його виноград уні блан додає коньякам багатство аромату, зазначеного присмаком цукатів і солодкувато-пряними нотами.

### Дистиляція
Дім Martell розробив власний метод дистиляції з допомогою традиційних шарантських мідних дистиляційних апаратів. Дистиляція виконується під наглядом майстра коньячного виробництва, і протягом цього процесу використовуються технічні прийоми і знання, що передаються з покоління в покоління з часів Жана Мартеля.

### Витримка
Для фінальної стадії дозрівання дім Martell обрав дрібнозернисті дубові бочки. Коли дозрівання підходить до кінця, під невсипущим наглядом майстра відбувається взяття проб о-де-ві, щоб підготувати сировину до купажировання, в результаті якого буде створено коньяк.

## Продукція
Martell відбирає наступні крю з регіону Коньяк: Бордері, Гран-Шампань, Пті-Шампань і Фен-Буа.

### Martell VS
Створений понад 150 років тому [точна дата невідома] під назвою Trois Étoiles (три зірки), коньяк Martell VS (Very Special) призначений для вживання як у «великій склянці», так і у складі коктейлів.

### Martell VSOP
Martell VSOP Médaillon (Very Superior Old Pale) — це купажний коньяк, складений з старих о-де-ві, відібраних в кращих крю регіону Коньяк.

### Martell Noblige
Старий о-де-ві, що лежить в основі Martell Noblige, надає йому неповторний індивідуальний смак. Витонченість і вишуканість характеризують цей унікальний коньяк.

### Martell Cordon Bleu
Коньяк Martell Cordon Bleu був створений Едуардом Мартелем у 1912 році. Він відрізняється смак з нотками цукатів і імбиру.

### Martell XO
Martell XO — це купаж крю з Бордери і Гран-Шампані. Пляшка виконана у формі арки.

### Martell Chanteloup
Perspective Martell Chanteloup — це коньяк «екстра»; деякі з вхідних в його склад про-де-ві витримуються кілька років в льохах Шантелу.

### Martell Création Grand Extra
Martell Création Grand Extra — це купажний коньяк з винограду, зібраного в крю регіонів Бордері і Гран-Шампань.

### Martell Cohiba
Martell Cohiba — купаж старих о-де-ві коньячного регіону Гран-Шампань. Він характеризується нотками висушених квітів.

### L'or de Jean Martell
L'or de Jean Martell — це купажний коньяк з винограду, зібраного в крю регіонів Бордері і Гран-Шампань. У цьому коньяку поєднуються більше чотирьохсот о-де-ві, деяким з яких понад сто років.